# Richard N. Gardner
Richard Newton Gardner (New York, 9 luglio 1927 – New York, 16 febbraio 2019) è stato un diplomatico ed economista statunitense, ambasciatore degli Stati Uniti in Italia dal 1977 al 1981.

## Biografia

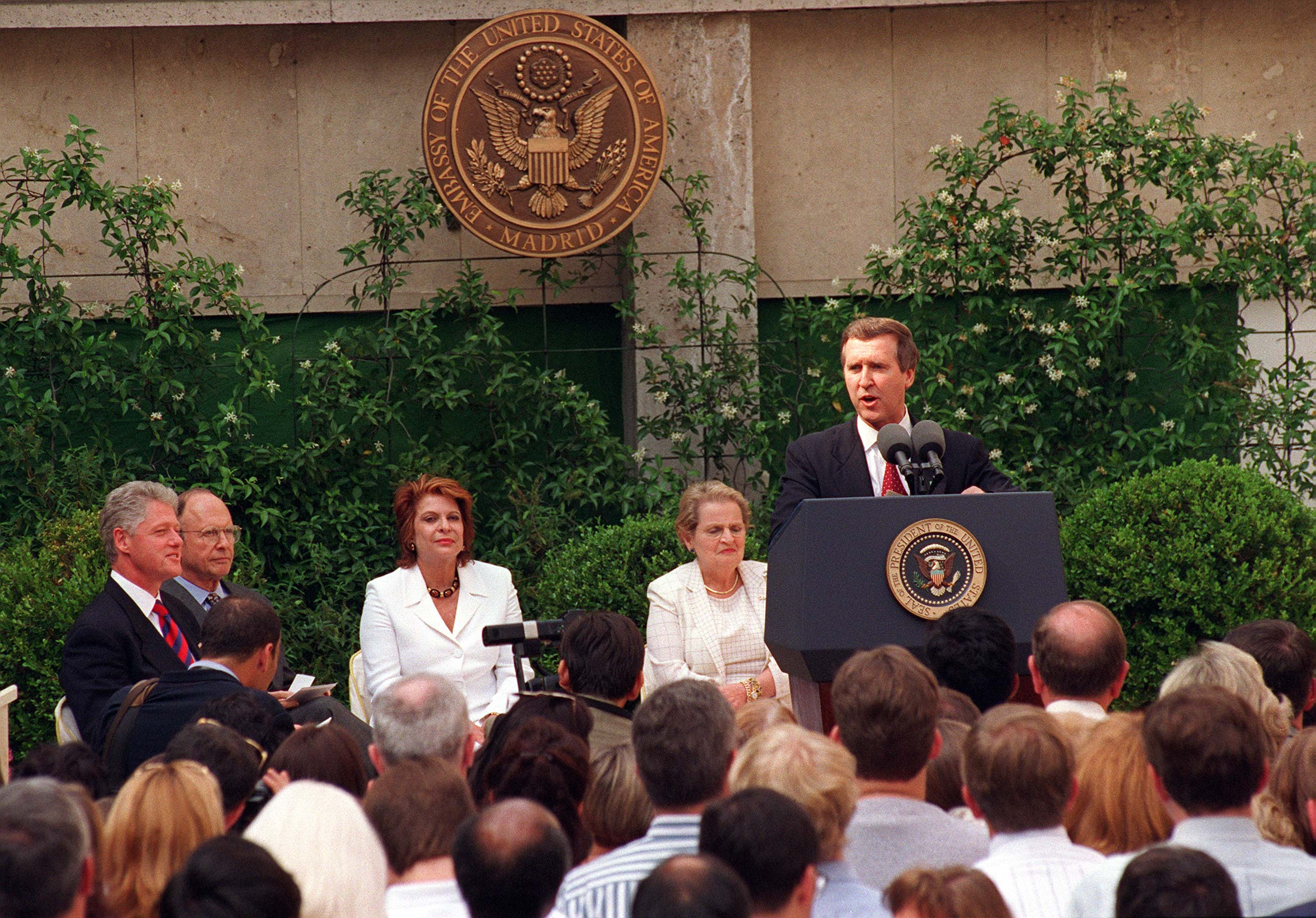
Gardner (secondo da sinistra), seduto accanto al presidente Clinton (Madrid, 1997)

Nato a New York nel 1927, sposato con Danielle Luzzatto, figlia di un industriale italiano rifugiatosi negli Stati Uniti per sfuggire alle leggi razziali fasciste, Richard Gardner, dopo la laurea all'università di Harvard e il perfezionamento a Yale, nel 1954 conseguì il dottorato di ricerca in Economia ad Oxford. Nel triennio successivo, fece pratica legale in uno studio di New York e dal 1957 collaborò con la Columbia University.
Di orientamento politico democratico, nel 1961 ricevette i primi incarichi pubblici con l'amministrazione Kennedy.
Nominato ambasciatore in Italia dal presidente Jimmy Carter, in sostituzione di John Volpe, presentò le sue credenziali il 21 marzo 1977. Con l'elezione del presidente repubblicano Reagan, cessò l'incarico il 27 febbraio 1981, sostituito da Maxwell M. Rabb. Ricordi ed esperienze del suo impegno in Italia in un difficile periodo caratterizzato da tensioni sociali e azioni terroristiche (rapimento ed uccisione di Moro, strage di Bologna), definito successivamente con la metafora anni di piombo, furono trascritti da Gardner nel volume Mission Italy, edito nel 2004.
Successivamente, il presidente Clinton, all'inizio del suo primo mandato, lo nominò nel 1993 ambasciatore in Spagna, incarico che mantenne fino al 1997.
Dal 1974 al 2005 è stato membro della Commissione Trilaterale, un gruppo di studio (think tank) non governativo che persegue l'obiettivo di promuovere una maggiore cooperazione tra Europa, Giappone e Nord America.
Fu professore emerito di Diritto e organizzazione internazionale presso la Columbia Law School.
Tra le sue pubblicazioni, oltre ad articoli su quotidiani quali Washington Post, New York Times e Wall Street Journal, sono prevalenti quelle su politica ed economia internazionale.

## Opere
- Sterling-dollar diplomacy. Anglo-American collaboration in the reconstruction of multilateral trade, Oxford, Clarendon Press, 1956.
- In pursuit of world order. US foreign policy and international organizations, New York, F. A. Praeger, 1964.
- Blueprint for peace. Being the proposals of prominent Americans to the White House conference on international cooperation, New York, McGraw-Hill, 1966.
- The global partnership. International agencies and economic development, con Max Franklin Millikan, New York, Frederick A. Praeger, 1968.
- Negotiating survival. Four priorities after Rio, New York, Council on Foreign Relations Press, 1992.
- Mission Italy. On the front lines of the cold war, Lanham, Rowman & Littlefield, 2005.

### Pubblicazioni in lingua italiana
- L'Onu e la politica mondiale, Bologna, Cappelli, 1964.
- Partnership per lo sviluppo. Organizzazioni, istituti, agenzie, con Max Franklin Millikan, Bologna, Il mulino, 1970.
- Politica economica e ordine internazionale. L'evoluzione delle organizzazioni economiche internazionali, prefazione di Guido Carli, Milano, ETAS libri, 1978.
- Considerazioni per il vertice economico di Venezia. Milano, 12 febbraio 1980, Milano, Associazione per lo sviluppo degli studi di banca e borsa, 1980.
- La crisi mondiale dell'alimentazione: cosa c'è da fare?, Roma, Banco di Roma, 1980?
- Parliamoci chiaro, Milano, Biblioteca universale Rizzoli, 1981.
- L'economia mondiale alla soglia del terzo millennio, in Nuova Antologia , 1999, v. 583, fasc. 2210 (ott.-dic.), pp. 49–58.
- Mission: Italy. Gli anni di piombo raccontati dall'ambasciatore americano a Roma, 1977-1981, Milano, Mondadori, 2004.